# Survey (Geowissenschaften)
Als Survey bezeichnet man in den Geowissenschaften Vermessungen für Kataster. Die Bedeutung kommt u. a. im Terminus Surveying zum Ausdruck, der etwa die deutsche Landesvermessung oder einigen Aufgaben der Ingenieurgeodäsie entsprechen.
Der Surveyor erfasst aber nicht nur Grundstücke und ihre Grenzen, sondern benötigt vorher ein Vermessungsnetz von gut vermarkten Festpunkten (fixed points). Sind solche nur schwer zugänglich, schafft er sich lokale Messpunkte (Survey points).
Dass man die sieben US-Mondsonden der 1960er Jahre ebenfalls Surveyor nannte, hat neben der Erprobung neuer Bahn- und Landetechniken auch mit der genauen Erkundung des Mondbodens zu tun. Die diente der Vorbereitung für die bemannte Apollo-11-Landung, sodass Surveyor 1 bis 7 auch Aufgaben im Sinne der obigen Punktation 1 und 3 zu erfüllen hatten (befürchteter tiefer Mondstaub).